# Love Hurts
"Love Hurts" é uma canção de autoria de Boudleaux Bryant, gravada pela primeira vez em julho de 1960 pela dupla The Everly Brothers. A canção também é conhecida a partir de versões da banda de hard rock escocesa Nazareth e pelo cantor inglês Jim Capaldi.

## Histórico
A canção foi gravada pela primeira vez como uma faixa no álbum A Date with The Everly Brothers, porém não foi lançada como single (nem mesmo como lado B) pelos Everlys. A primeira versão da canção a fazer sucesso foi gravada por Roy Orbison, que chegou às primeiras cinco posições nas rádios australianas em 1961. Uma gravação feita por Emmylou Harris e Gram Parsons foi incluída no álbum Grievous Angel, lançado postumamente após a morte de Parsons, em 1973.
A versão gravada pela banda escocesa de rock Nazareth, em 1976, é a mais famosa e levou a canção ao Top 10 dos Estados Unidos e chegou ao topo das paradas na Noruega e nos Países Baixos.
A rockeira Joan Jett gravou sua versão no álbum The Hit List de 1990, em que todas as faixas são covers de músicas famosas.
A versão da cantora Cher fez bastante sucesso, atingindo a primeira posição no Brasil por sete semanas consecutivas e o Top 10 em várias nações da Europa em 1991. O compacto vendeu 500 mil cópias. A gravação de Cher foi incluída na trilha sonora internacional da telenovela Vamp da Rede Globo, levada ao ar em 1991.
Apesar do sucesso de algumas versões da música, a versão mais célebre, que fez mais sucesso e que mais resistiu ao tempo foi a gravada pela banda Nazareth.

## Versão de Roy Orbison
Roy Orbison fez uma cover "Love Hurts" em 1961 e lançou-a como o lado B de "Running Scared". Enquanto "Running Scared" foi um sucesso internacional, o lado B só teve desempenho significativo na Austrália. Consequentemente, os números das paradas australianas mostram "Running Scared"/"Love Hurts" como um duplo lado A, ambos os lados alcançando a quinta posição. Isso faz com que a gravação de "Love Hurts" da Orbison seja a primeira versão a se tornar um sucesso.

## Versão de Jim Capaldi
Jim Capaldi alcançou a quarta posição nas paradas do Reino Unido com sua interpretação de "Love Hurts" em novembro de 1975.  Descrito pela Rolling Stone como tendo "uma sensação de dor muito diferente de Roy Orbison". o single também teve boas posições nos Estados Unidos, Alemanha, e na Suécia.

## Versão de Nazareth
Realizado como uma power ballad a versão de Nazareth foi a versão mais popular da canção e a única interpretação de "Love Hurts" a se tornar um hit nos Estados Unidos, atingindo o número 8 no Billboard Hot 100 no início 1976. A Billboard classificou-a como a música de número 23 de 1976.  Como parte das "Hot Tracks (EP)", também chegou ao décimo quinto lugar no Reino Unido em 1977. A versão de Nazareth foi um sucesso internacional, atingindo o n. ° 1 no Canadá, na Holanda, na Bélgica, na África do Sul e na Noruega e continua a ser a gravação mais conhecida [de acordo com quem]] da música. O single da Nazaré foi tão bem sucedido na Noruega que traçou por 61 semanas nas paradas norueguesas (VG-lista Top 10), incluindo 14 semanas no nº 1, tornando-se o melhor single de todos os tempos nesse país.

## Posição nas paradas musicais
| Parada (1975–77)                   | Melhor posição |
| ---------------------------------- | -------------- |
| Austrália (Kent Music Report)      | 8              |
| Áustria (Ö3 Austria Top 75)        | 11             |
| Bélgica (Ultratop 50 de Flandres)  | 1              |
| Canada Top Singles (RPM)           | 1              |
| Dinamarca                          | 2              |
| Euro Hit 50                        | 3              |
| Alemanha (Official German Charts)  | 30             |
| Países Baixos (Single Top 100)     | 1              |
| Nova Zelândia (Recorded Music NZ)  | 4              |
| Noruega (VG-lista)                 | 1              |
| África do Sul (Springbok Radio)    | 1              |
| Suécia (Sverigetopplistan)         | 6              |
| Reino Unido (UK Singles Chart)     | 41             |
| Estados Unidos (Billboard Hot 100) | 8              |